# Проскуряков, Лавр Дмитриевич
Лавр Дми́триевич Проскуряко́в (18 [30] августа 1858, Воронежская губерния — 14 сентября 1926, Москва) — российский инженер-мостостроитель.

## Биография
Родился в многодетной (18 человек) крестьянской семье 18 (30) августа 1858 года в селе Борисовка Валуйского уезда Воронежской губернии.
С рекомендацией местного управления образования, выданной отличнику учёбы, поступил на общих основаниях в Петербургский институт путей сообщения, который окончил в 1884 году. К этому времени относятся его первые публикации.
С 1887 года — преподаватель кафедры мостов в том же институте. В 1891 году защитил диссертацию «К расчёту сквозных ферм», в которой показал наличие дополнительных напряжений в концевых панелях ферм, не учитывавшихся до этого в расчётах. После прочтения пробной лекции был утверждён адъюнктом и командирован в Лондон для участия в сессии Международного железнодорожного конгресса. В заграничной поездке он также посетил Соединённые Штаты Америки.
В 1888 году по проекту Проскурякова впервые в России был построен железнодорожный металлический мост консольной системы — через реку Сулу на Харьковско-Николаевской железной дороге.
В 1895 году им был выполнен проект моста через Енисей. По величине пролётов этот мост был вторым в Европе после Кулембургского моста в Голландии (Vieux pont ferroviaire de Culembourg, разобран в 1982 г.) и самым большим в России.
В 1900 году за проект моста он был награждён Большой золотой медалью на Парижской всемирной выставке.
По типу Енисейского Проскуряков спроектировал мосты через Оку (Каширский железнодорожный мост) и Волхов (на Петербурго-Вологодской железной дороге) и через Волгу у Казани. Для Транссиба Проскуряков проектировал мост через Зею и Черемшанку на ветке Тюмень—Омск.
В 1896 году выполнил проект моста через Которосль возле Ярославля.
С 1896 года — профессор Московского инженерного училища (ныне Российский университет транспорта), заведующий кафедрой строительной механики и мостов.
Проскуряков занимался разработкой проекта Кичкасского моста через Днепр неподалёку от Александровска, но он так и не был осуществлён
В 1904 году — железнодорожный мост через р. Сейм у Конотопа и «Горбатый» мост на Кругобайкальской железной дороге.
В 1905—1907 годах в Москве, на трассе Малого кольца Московской железной дороги, по проекту Проскурякова и архитектора А. Н. Померанцева были построены два арочных железнодорожных моста через реку Москву — Андреевский (Сергиевский) и Краснолужский (Николаевский). Эти мосты были реконструированы в 1956 году (архитектор Б. М. Надежин), а в 2000—2001 годах перенесены на плавучих опорах на новые места и сделаны пешеходными (архитекторы Ю. П. Платонов, Д. А. Метаньев и др.).
Выдающимся достижением русского мостостроения можно считать мост Проскурякова через Амур у Хабаровска длиной 2590 м, открытый для движения 5 октября 1916 года. В честь наследника-цесаревича мост был назван Алексеевским.
В 1924 году по проекту Л. Д. Проскурякова был построен Нижний (Восточный) Сабуровский мост.
Проскуряковым впервые была предложена так называемая статически определимая треугольная решётка, а затем разработаны параболические и полигональные статически определимые мостовые фермы со шпренгельной решёткой. Проскуряков предложил также консольные и арочные фермы для железнодорожных мостов. Методы преподавания строительной механики, введённые Проскуряковым, используются в современной высшей школе.
Умер 14 сентября 1926 года в Москве. Похоронен на Новодевичьем кладбище (участок 4, ряд 29, место 2).

## Публикации
В 1902 году вышел его курс «Строительная механика», выдержавший шесть изданий, а седьмое, посмертное, стало на долгое время учебником для всех технических вузов страны.